# Ludność Nowej Rudy
Demografia Nowej Rudy
Ludność Nowej Rudy wynosiła według stanu z 30 czerwca 2020 roku 21 752 mieszkańców. Od końca XX wieku miasto notorycznie odnotowuje spadki ludności. Ludność Nowej Rudy w latach 2002–2019 zmalała o 12,4%, co czyni ją 38. najszybciej wyludniającym się miastem w kraju.
Gęstość zaludnienia wynosiła w 2019 r. 591 osób na 1 km².

## Zestawienie ludności na przestrzeni lat
- 1442 – 500  [4]
- 1620 – 1500
- 1645 – 900
- 1748 – 355
- 1807 – 4500  [4]
- 1879 – 6800  [4]
- 1933 – 10 059  [4]
- 1946 – 11 342 (spis sumaryczny)[5]
- 1950 – 8775 (spis powszechny)[6]
- 1960 – 17 018 (spis powszechny)[6]
- 1970 – 18 125 (spis powszechny)[6]
- 1978 – 25 556 (spis powszechny)[6]
- 1980 – 25 400
- 1992 – 27 310   (maksimum)
- 1995 – 27 186  [2]
- 1996 – 27 054  [2]
- 1997 – 26 981  [2]
- 1998 – 26 807  [2]
- 1999 – 25 562  [2]
- 2000 – 25 357  [2]
- 2001 – 25 143  [2]
- 2002 – 25 011  [2]
- 2003 – 24 840  [2]
- 2004 – 24 697  [2]
- 2005 – 24 397  [2]
- 2006 – 24 169  [2]
- 2007 – 24 006  [2]
- 2008 – 23 812  [2]
- 2009 – 23 714  [2]
- 2010 – 23 477  [2]
- 2011 – 23 761   (spis powszechny)
- 2012 – 23 475  [2]
- 2013 – 23 236  [2]
- 2014 – 23 030  [2]
- 2015 – 22 823  [2]
- 2016 – 22 636  [2]
- 2017 – 22 455  [2]
- 2018 – 22 246  [2]
- 2019 – 21 908  [2]
- 2020 – 21 752

## Struktura mieszkańców
Struktura mieszkańców miasta w podziale na ekonomiczne grupy wiekowe jest zbliżona do struktury mieszkańców województwa dolnośląskiego. Ludność w wieku produkcyjnym stanowi 63,8% ogółu ludności, natomiast w wieku nieprodukcyjnym 36%. Zaobserwować można niekorzystne zmiany świadczące o starzeniu się społeczeństwa. 17% noworudzkiego społeczeństwa to osoby w wieku 60–70 lat. Następuje zmniejszenie udziału dzieci i młodzieży (0–17 lat) w ogólnej liczbie ludności miasta, przy jednoczesnym wzroście osób w wieku poprodukcyjnym.